# يو إف سي ليلة القتال: كاوبوي ضد إدواردز
يو إف سي ليلة القتال: كاوبوي ضد إدواردز (بالإنجليزية: UFC Fight Night: Cowboy vs. Edwards)‏ هو حدث لفنون القتال المختلطة نظمته يو إف سي، أُقيم في 23 يونيو 2018، على ملعب سنغافورة الداخلي في كالانغ، سنغافورة.